# Marie Cathrine Preisler
Marie Cathrine Preisler (født Devegge 19. december 1761 i København, død 28. maj 1797) var en dansk skuespillerinde.
Hendes fader havde en lille bestilling ved Hof- og Stadsretten, og moderen døde tidligt.
Ved begyndelsen af 1776-77 var hun end ikke konfirmeret, men blev alligevel optaget som elev på det Kongelige Teaters syngeskole.
Efter 1½-års uddannelse debuterede hun 27. februar 1778 som Pyrrha i Sartis syngestykke Deucalion og Pyrrha. Hendes skønhed og hendes klare stemme indtog straks publikum, men stemningen slog – for en stor del ved hendes egen skødesløshed – snart efter om til ligegyldighed.
Dramaturg Peder Rosenstand-Goiske anerkendte hendes figur og stemme, men han bebrejdede hende foruden mangel på flid og studium hendes frække væsen og fradømte hende "Anstændighed til at spille et Fruentimmers Rolle af Stand".
Hendes "Elskovshandel" og påfølgende giftermaal med Joachim Daniel Preisler bidrog utvivlsomt til at udvikle og modne hende som kunstner - ikke fordi hun og han i ægteskabet fandt den rolige lykke, tværtimod levede de et højst forvirret samliv, men fordi omgangen med ham og hans vennekreds påvirkede hende, så hun i sin kunst uvilkårlig førte deres idéer ud i livet.
Gav hendes livsskæbne hende således indhold, åbnede en uventet begivenhed, Caroline Walters pludselige flugt i 1780, hende rig lejlighed til at lægge dette for dagen i et stort repertoire.
Lystspillet blev hendes egentlige felt, og hun vandt sig inden for dets ramme ved sin strålende fremstilling af kokette fruer og muntre ungpiger, af skalkagtige elskerinder og vittige verdensdamer så stort et navn, at samtiden gav hende plads jævnsides den forgudede Caroline Walter, mens i eftermælet først Johanne Louise Heiberg fordunklede hende.
Straks hun trådte ind på scenen, tog hun tilskueren fangen: hendes store øjne spillede af liv, hendes smukke ansigt lyste af friskhed, og hendes stemme ejede de fulde brysttoner, dog var just ikke ærlighed særkendet for hendes figurer, snarere havde de netop deres ynde ved en bismag af løgnagtighed eller dog pudsenmageri. Hun fejrede sine største triumfer i roller, hvor hun under uskylds og enfolds maske kunne trods sin formynders modvilje tilliste sig sin elsker, f.eks. som Agathe i De forliebtes Galenskaber og som Rosina i Barberen i Sevilla, eller i sådanne, hvor situationen føjede det pikanteri til hendes skalkagtighed, at det var selve elskeren, hun overlistede, som f.eks. Frk. Trine i Fejltagelserne.
Blandt hendes roller nævnes med særlig beundring Lady Teazle i Richard Brinsley Sheridans Bagtalelsens Skole og opvartningspigen Birgitte i Peter Andreas Heibergs Kinafarerne; velsagtens har hun til den første med munter selvironi hentet træk fra sin egen færden i svigerforældrenes fine hus, mens hun i den anden med kådt lune har givet sig sin lidt plebejisk lystighed i vold.
Madam Preisler ejede ikke karakterskuespillerindens skarpe særtegningsevne, men hun besad kvindens magnetiske uimodståelighed. Trods sin imponerende skikkelse var hun ikke på sin rette plads i sørgespillet, om end hun som grevinde Orsina i Emilie Galotti spillede med stor virkning; måske har her en hemmelig orm gnavet på hendes kunstnerindeærgerrighed, i det mindste tog hun sig meget nær, at Sigbrit i Dyveke, som Ole Johan Samsøe havde skrevet for hende, tildeltes Madam Rosing, og at hun kun i dennes sygdomsforfald nåede at udføre denne rolle nogle få gange; det trøstede hende kun lidt, at P.A. Heiberg førte en hvas pennefejde ("Dyvekefejden") til hendes oprejsning, hendes kunstneriske Kraft var brudt, og for hver dag sank hun dybere i ligegyldighed og uorden.
Døden kom som en befrielse for forglemmelse i levende live; en måneds tid forinden (25. april) havde hun vist sig sidste gang på scenen i en af sin ungdoms glansroller, Constance i De forliebte Haandsværksfolk.